# Szklarka obłystek
Szklarka obłystek (Zonitoides nitidus) – gatunek drapieżnego ślimaka lądowego z rodziny brzuchozębnych (Gastrodontidae), dawniej zaliczanego do szklarkowatych (Zonitidae s. l.). Zamieszkuje miejsca wilgotne nad brzegami wód (wilgotne łąki oraz zarośla, nawet na terenach zalewowych) na półkuli północnej. W Polsce pospolity na niżu.

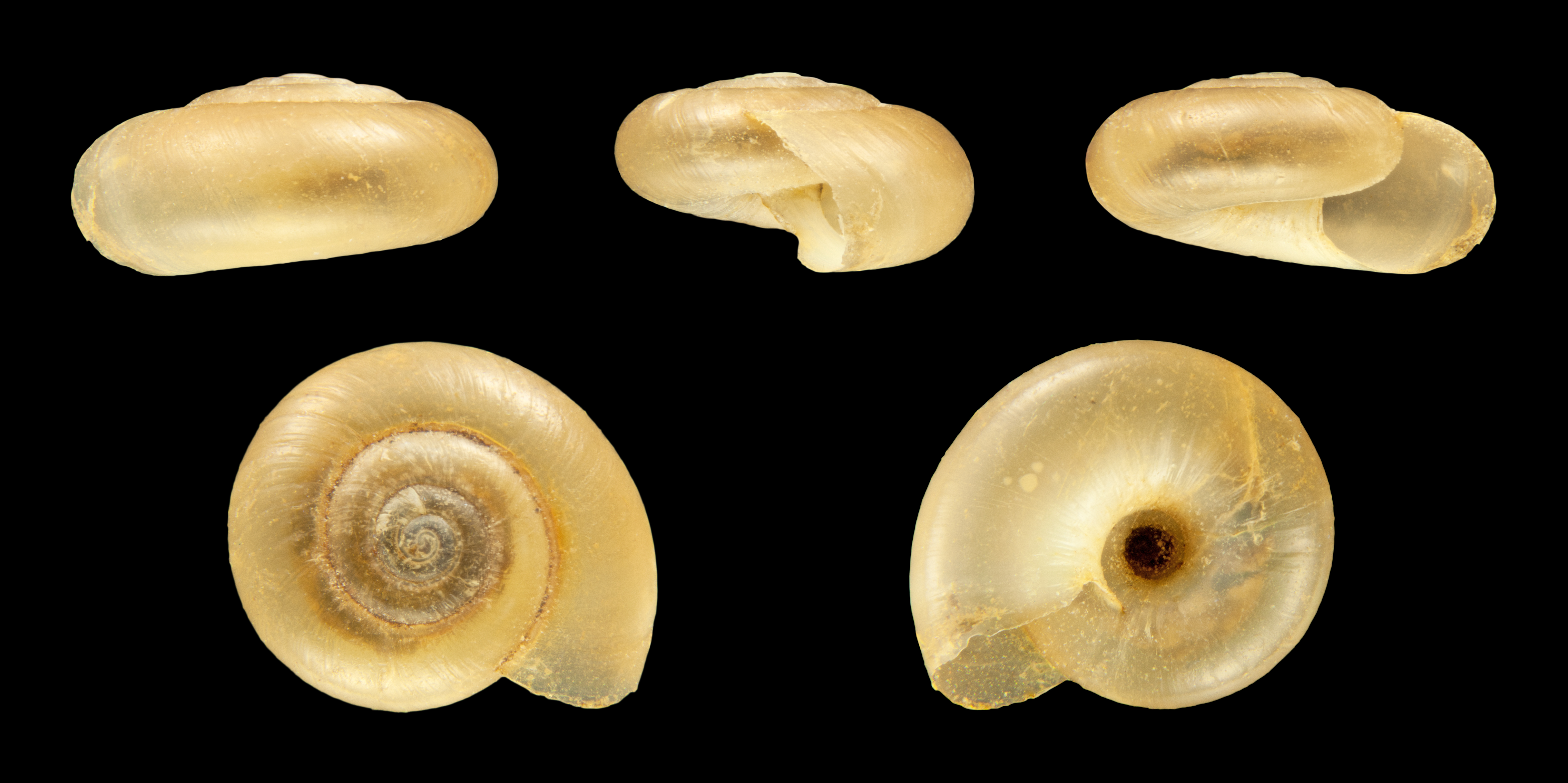
Muszla

Skorupka brunatna, szklisto lśniąca z licznymi okrężnymi liniami przyrostu, przezroczysta, z szerokim dołkiem osiowym (ok. 1 mm średnicy). Otwór nieco poszerzony na zewnątrz, o brzegu ostrym i bez wargi. Muszla lekko wzniesiona, składająca się z 4,5 do 5 skrętów przy czym najmłodszy jest zarazem największy. Wysokość 3 mm, szerokość 5–6 mm.
Szklarka obłystek jest wszystkożercą przejawiającą skłonność do zoofagii, bowiem do wzrostu potrzebuje pożywienia pochodzącego z tkanek ślimaków. Być może jest kanibalem. Jego pokarmem są, między innymi, wychodzące na brzeg błotniarki moczarowe (Galba truncatula). Szklarka obłystek dobiera jednak pożywienie w sposób selektywny – nie spożywa błotniarki moczarowej we wszystkich jej fazach rozwoju. Nie zjada jej jaj oraz osobników dorosłych.